# Sergio Romero
Sergio Germán Romero (n. 22 februarie 1987, Bernardo de Irigoyen⁠(d), Provincia Misiones, Argentina) este un fotbalist argentinian care evoluează la clubul Boca Juniors pe postul de portar.

## Meciuri la națională
| Argentina | Argentina | Argentina |
| An        | Meciuri   | Goluri    |
| --------- | --------- | --------- |
| 2009      | 4         | 0         |
| 2010      | 11        | 0         |
| 2011      | 10        | 0         |
| 2012      | 9         | 0         |
| 2013      | 10        | 0         |
| 2014      | 9         | 0         |
| Total     | 53        | 0         |

## Palmares

### Club
AZ
- Eredivisie (1): 2008–09[2]
- Johan Cruijff Schaal (1): 2009

### Națională
- Campionatul Mondial de Fotbal sub 20: 2007[3]
- Jocurile Olimpice: 2008[4]
- Campionatul Mondial de Fotbal

Finalist: 2014

## Legături externe
- Guardian statistics Arhivat în 23 august 2012, la Wayback Machine.
- Argentine Primera statistics spaniolă {{{1}}}
- Sergio Romero la Soccerbase
- Official website spaniolă {{{1}}}